# Cramer Norte
Cramer Norte är ett bergspass i Antarktis. Det ligger i Västantarktis. Argentina, Chile och Storbritannien gör anspråk på området.
Terrängen runt Cramer Norte är huvudsakligen kuperad, men den allra närmaste omgivningen är varierad. Trakten är glest befolkad. Närmaste befolkade plats är Gonzalez Videla Station, 11,5 kilometer öster om Cramer Norte. 